# Seznam nizozemskih plavalcev
Seznam nizozemskih plavalcev.

## B
- Inge de Bruijn
- Kim Busch

## D
- Inge Dekker
- Nick Driebergen

## E
- Henk Elzerman
- Ties Elzerman

## G
- Tessa Giele
- Chantal Groot

## H
- Femke Heemskerk
- Pieter van den Hoogenband

## J
- Imani de Jong

## K
- Arno Kamminga
- Ada Kok
- Nyls Korstanje
- Ranomi Kromowidjojo
- Luc Kroon

## L
- Bastiaan Lijesen

## M
- Rie Mastenbroek
- Rosey Metz

## N
- Moniek Nijhuis

## P
- Stan Pijnenburg
- Jesse Puts

## R
- Sharon van Rouwendaal

## S
- Tes Schouten
- Marrit Steenbergen

## T
- Kira Toussaint

## V
- Marleen Veldhuis
- Sebastiaan Verschuren
- Tamara van Vliet

## W
- Maaike de Waard
- Ferry Weertman

## Z
- Kinge Zandringa